# 顏世鴻
顏世鴻（1927年10月13日—2024年9月27日），生於台灣高雄市，台灣醫生。在台灣白色恐怖時期，曾因參加中國共產黨而遭逮捕下獄，在綠島、小琉球被監禁13年。出獄後在台南擔任醫師。

## 生平
顏世鴻出身親中家族。祖父在乙未戰爭期間，曾參與劉永福義勇軍。其父為眼科醫師，在日治時期，也因反對日本統治台灣，兩度遭逮捕。其五舅張錫鈞，在中日戰爭時，擔任情報員抗日，但在文革時期，遭下放青海勞改。受家族影響，顏世鴻在青年時就嚮往中國。
1945年3月7日，顏世鴻錄取台北帝國大學預科，被徵召擔任日軍學徒兵，防守北海岸。1947年，進入台灣大學醫學院就讀。期間，顏世鴻加入由中國共產黨在台灣組織的學生工作委員會，由葉盛吉吸收加入省工委台大醫學院支部，顏世鴻在自傳中表示對葉盛吉見識的折服與葉盛吉吸收他加入組織的經過，他經過兩週的考慮才答應加入，他自述加入後接獲的第一個指示就是：「所有黨員都停止工作。」，1950年6月21日，因學生工作委員會案，顏世鴻在台大宿舍遭逮捕，被拘禁在軍法處看守所，地址在今台北市青島東路3號。1950年6月，被送至軍法處審判，判刑12年，隨後被移送綠島。1962年7月28日，完成刑期，一名分隊長向他要索2萬元結婚禮金，遭拒。顏世鴻以「未完成思想改造」的罪名，由綠島轉送小琉球留訓。1964年1月21日被釋放，離開小琉球。
出獄後，無法回到台灣大學完成學業，同年考取台北醫學院。1968年畢業，考取醫生資格，成為醫師，服務於台南救濟院成功醫療所（今仁愛之家附設成功醫院）。
2012年，出版自傳《青島東路三號》。於2024年9月逝世，享年98歲。

## 著作
- 《青島東路三號：我的百年之憶及台灣的荒謬年代》，顏世鴻著，啟動文化，2012年，ISBN 9789868807556。